# Giro del Delfinato 2016
Il Giro del Delfinato 2016, sessantottesima edizione della corsa, valido come sedicesima prova dell'UCI World Tour 2016, si è svolto dal 5 al 12 giugno 2016 su un percorso complessivo di 1 147,4 km suddivisi in 7 tappe più un prologo iniziale, con partenza da Les Gets e arrivo a SuperDévoluy. La vittoria finale è andata al britannico Chris Froome, già vincitore di due edizioni, il quale si è imposto con il tempo di 29h59'31", alla media oraria di 38,257 km/h, davanti a Romain Bardet e Daniel Martin.

## Squadre Partecipanti
Al Criterium partecipano 22 squadre composte da 8 corridori, per un totale di 176 al via. Alle 18 squadre con licenza World Tour (partecipanti di diritto) si aggiungono 4 squadre Professional Continental invitate dall'organizzazione: Wanty-Groupe Gobert, Cofidis, Bora-Argon 18 e Direct Énergie.
| N.      | Cod. | Squadra          |
| ------- | ---- | ---------------- |
| 1-8     | SKY  | Team Sky         |
| 11-18   | BMC  | BMC Racing Team  |
| 21-28   | TNK  | Tinkoff          |
| 31-38   | FDJ  | FDJ              |
| 41-48   | EQS  | Etixx-Quick Step |
| 51-58   | AST  | Astana Pro Team  |
| 61-68   | ALM  | AG2R La Mondiale |
| 71-78   | OGE  | Orica-GreenEDGE  |
| 81-88   | KAT  | Team Katusha     |
| 91-98   | LTS  | Lotto-Soudal     |
| 101-108 | COF  | Cofidis          |

| N.      | Cod. | Squadra                     |
| ------- | ---- | --------------------------- |
| 111-118 | DDD  | Team Dimension Data         |
| 121-128 | TFS  | Trek-Segafredo              |
| 131-138 | MOV  | Movistar Team               |
| 141-148 | DEN  | Direct Énergie              |
| 151-158 | CPT  | Cannondale Pro Cycling Team |
| 161-168 | TLJ  | Team Lotto NL-Jumbo         |
| 171-178 | IAM  | IAM Cycling                 |
| 181-188 | WGG  | Wanty-Groupe Gobert         |
| 191-198 | BOA  | Bora-Argon 18               |
| 201-208 | LAM  | Lampre-Merida               |
| 211-218 | TGA  | Team Giant-Alpecin          |

## Tappe
| Tappa  | Data      | Percorso                                   | km      | Vincitore di tappa   | Leader cl. generale |
| ------ | --------- | ------------------------------------------ | ------- | -------------------- | ------------------- |
| Prol.  | 5 giugno  | Les Gets > Les Gets (Cron. individuale)    | 3,9     | Alberto Contador     | Alberto Contador    |
| 1ª     | 6 giugno  | Cluses > Saint-Vulbas                      | 186     | Nacer Bouhanni       | Alberto Contador    |
| 2ª     | 7 giugno  | Crêches-sur-Saône > Chalmazel-Jeansagnière | 167,5   | Jesús Herrada        | Alberto Contador    |
| 3ª     | 8 giugno  | Boën-sur-Lignon > Tournon-sur-Rhône        | 182     | Fabio Aru            | Alberto Contador    |
| 4ª     | 9 giugno  | Tain-l'Hermitage > Belley                  | 176     | Edvald Boasson Hagen | Alberto Contador    |
| 5ª     | 10 giugno | La Ravoire > Vaujany                       | 140     | Chris Froome         | Chris Froome        |
| 6ª     | 11 giugno | La Rochette > Méribel                      | 141     | Thibaut Pinot        | Chris Froome        |
| 7ª     | 12 giugno | Le Pont-de-Claix > SuperDévoluy            | 151     | Steve Cummings       | Chris Froome        |
| Totale | Totale    | Totale                                     | 1 147,4 |                      |                     |

## Dettagli delle tappe

### Prologo
- 5 giugno: Les Gets > Les Gets – Cronometro individuale – 3,9 km

Risultati
| Pos. | Corridore        | Squadra | Tempo  |
| ---- | ---------------- | ------- | ------ |
| 1    | Alberto Contador | Tinkoff | 11'36" |
| 2    | Richie Porte     | BMC     | a 6"   |
| 3    | Chris Froome     | Sky     | a 13"  |

| Pos. | Corridore        | Squadra | Tempo  |
| ---- | ---------------- | ------- | ------ |
| 1    | Alberto Contador | Tinkoff | 11'36" |
| 2    | Richie Porte     | BMC     | a 6"   |
| 3    | Chris Froome     | Sky     | a 13"  |

### 1ª tappa
- 6 giugno: Cluses > Saint-Vulbas – 186 km

Risultati
| Pos. | Corridore        | Squadra      | Tempo    |
| ---- | ---------------- | ------------ | -------- |
| 1    | Nacer Bouhanni   | Cofidis      | 4h27'53" |
| 2    | Jens Debusschere | Lotto-Soudal | s.t.     |
| 3    | Sam Bennett      | Bora         | s.t.     |

| Pos. | Corridore        | Squadra | Tempo    |
| ---- | ---------------- | ------- | -------- |
| 1    | Alberto Contador | Tinkoff | 4h39'29" |
| 2    | Richie Porte     | BMC     | a 6"     |
| 3    | Chris Froome     | Sky     | a 13"    |

### 2ª tappa
- 7 giugno: Crêches-sur-Saône > Chalmazel-Jeansagnière – 167,5 km

Risultati
| Pos. | Corridore     | Squadra      | Tempo    |
| ---- | ------------- | ------------ | -------- |
| 1    | Jesús Herrada | Movistar     | 4h13'43" |
| 2    | Tony Gallopin | Lotto-Soudal | a 2"     |
| 3    | Serge Pauwels | Dimension D. | s.t.     |

| Pos. | Corridore        | Squadra | Tempo    |
| ---- | ---------------- | ------- | -------- |
| 1    | Alberto Contador | Tinkoff | 8h53'18" |
| 2    | Richie Porte     | BMC     | a 6"     |
| 3    | Chris Froome     | Sky     | a 13"    |

### 3ª tappa
- 8 giugno: Boën-sur-Lignon > Tournon-sur-Rhône – 182 km

Risultati
| Pos. | Corridore          | Squadra | Tempo    |
| ---- | ------------------ | ------- | -------- |
| 1    | Fabio Aru          | Astana  | 4h19'54" |
| 2    | Alexander Kristoff | Katusha | a 2"     |
| 3    | Niccolò Bonifazio  | Trek    | s.t.     |

| Pos. | Corridore        | Squadra | Tempo     |
| ---- | ---------------- | ------- | --------- |
| 1    | Alberto Contador | Tinkoff | 13h13'10" |
| 2    | Richie Porte     | BMC     | a 6"      |
| 3    | Chris Froome     | Sky     | a 13"     |

### 4ª tappa
- 9 giugno: Tain-l'Hermitage > Belley – 176 km

Risultati
| Pos. | Corridore          | Squadra      | Tempo    |
| ---- | ------------------ | ------------ | -------- |
| 1    | E. Boasson Hagen   | Dimension D. | 4h39'26" |
| 2    | Julian Alaphilippe | Etixx        | s.t.     |
| 3    | Nacer Bouhanni     | Cofidis      | s.t.     |

| Pos. | Corridore        | Squadra | Tempo     |
| ---- | ---------------- | ------- | --------- |
| 1    | Alberto Contador | Tinkoff | 17h52'45" |
| 2    | Chris Froome     | Sky     | a 4"      |
| 3    | Richie Porte     | BMC     | a 6"      |

### 5ª tappa
- 10 giugno: La Ravoire > Vaujany – 140 km

Risultati
| Pos. | Corridore    | Squadra | Tempo    |
| ---- | ------------ | ------- | -------- |
| 1    | Chris Froome | Sky     | 3h32'20" |
| 2    | Richie Porte | BMC     | a 1"     |
| 3    | Adam Yates   | Orica   | a 19"    |

| Pos. | Corridore        | Squadra | Tempo     |
| ---- | ---------------- | ------- | --------- |
| 1    | Chris Froome     | Sky     | 21h24'59" |
| 2    | Richie Porte     | BMC     | a 7"      |
| 3    | Alberto Contador | Tinkoff | a 27"     |

### 6ª tappa
- 11 giugno: La Rochette > Méribel – 141 km

Risultati
| Pos. | Corridore     | Squadra | Tempo    |
| ---- | ------------- | ------- | -------- |
| 1    | Thibaut Pinot | FDJ     | 4h24'16" |
| 2    | Romain Bardet | AG2R    | s.t.     |
| 3    | Daniel Martin | Etixx   | a 1'04"  |

| Pos. | Corridore     | Squadra | Tempo     |
| ---- | ------------- | ------- | --------- |
| 1    | Chris Froome  | Sky     | 25h50'22" |
| 2    | Richie Porte  | BMC     | a 21"     |
| 3    | Romain Bardet | AG2R    | s.t.      |

### 7ª tappa
- 12 giugno: Le Pont-de-Claix > SuperDévoluy – 151 km

Risultati
| Pos. | Corridore      | Squadra      | Tempo    |
| ---- | -------------- | ------------ | -------- |
| 1    | Steve Cummings | Dimension D. | 4h05'06" |
| 2    | Daniel Martin  | Etixx        | a 3'58"  |
| 3    | Romain Bardet  | AG2R         | s.t.     |

| Pos. | Corridore     | Squadra | Tempo     |
| ---- | ------------- | ------- | --------- |
| 1    | Chris Froome  | Sky     | 29h59'31" |
| 2    | Romain Bardet | AG2R    | a 12"     |
| 3    | Daniel Martin | Etixx   | a 19"     |

## Evoluzione delle classifiche
| Tappa              | Vincitore            | Classifica generale Maglia gialla | Classifica a punti Maglia verde | Classifica scalatori Maglia rossa a pois | Classifica giovani Maglia bianca | Classifica a squadre |
| ------------------ | -------------------- | --------------------------------- | ------------------------------- | ---------------------------------------- | -------------------------------- | -------------------- |
| Prol.              | Alberto Contador     | Alberto Contador                  | Alberto Contador                | Alberto Contador                         | Julian Alaphilippe               | Team Sky             |
| 1ª                 | Nacer Bouhanni       | Alberto Contador                  | Nacer Bouhanni                  | Alberto Contador                         | Julian Alaphilippe               | Team Sky             |
| 2ª                 | Jesús Herrada        | Alberto Contador                  | Nacer Bouhanni                  | Alberto Contador                         | Julian Alaphilippe               | Team Sky             |
| 3ª                 | Fabio Aru            | Alberto Contador                  | Nacer Bouhanni                  | Alberto Contador                         | Julian Alaphilippe               | Team Sky             |
| 4ª                 | Edvald Boasson Hagen | Alberto Contador                  | Edvald Boasson Hagen            | Alberto Contador                         | Julian Alaphilippe               | Team Sky             |
| 5ª                 | Chris Froome         | Chris Froome                      | Edvald Boasson Hagen            | Daniel Teklehaimanot                     | Julian Alaphilippe               | Team Sky             |
| 6ª                 | Thibaut Pinot        | Chris Froome                      | Edvald Boasson Hagen            | Thibaut Pinot                            | Julian Alaphilippe               | Team Sky             |
| 7ª                 | Steve Cummings       | Chris Froome                      | Edvald Boasson Hagen            | Daniel Teklehaimanot                     | Julian Alaphilippe               | Team Sky             |
| Classifiche finali | Classifiche finali   | Chris Froome                      | Edvald Boasson Hagen            | Daniel Teklehaimanot                     | Julian Alaphilippe               | Team Sky             |

## Classifiche finali

### Classifica generale - Maglia gialla
| Pos. | Corridore          | Squadra    | Tempo     |
| ---- | ------------------ | ---------- | --------- |
| 1    | Chris Froome       | Sky        | 29h59'31" |
| 2    | Romain Bardet      | AG2R       | a 12"     |
| 3    | Daniel Martin      | Etixx      | a 19"     |
| 4    | Richie Porte       | BMC        | a 21"     |
| 5    | Alberto Contador   | Tinkoff    | a 35"     |
| 6    | Julian Alaphilippe | Etixx      | a 51"     |
| 7    | Adam Yates         | Orica      | a 57"     |
| 8    | Diego Rosa         | Astana     | a 1'13"   |
| 9    | Louis Meintjes     | Lampre     | a 1'30"   |
| 10   | Pierre Rolland     | Cannondale | a 2'43"   |

### Classifica a punti - Maglia verde
| Pos. | Corridore          | Squadra      | Punti |
| ---- | ------------------ | ------------ | ----- |
| 1    | E. Boasson Hagen   | Dimension D. | 59    |
| 2    | Julian Alaphilippe | Etixx        | 54    |
| 3    | Sam Bennett        | Bora         | 42    |
| 4    | Daniel Martin      | Etixx        | 38    |
| 5    | Chris Froome       | Sky          | 37    |

### Classifica scalatori - Maglia rossa a pois
| Pos. | Corridore            | Squadra      | Punti |
| ---- | -------------------- | ------------ | ----- |
| 1    | Daniel Teklehaimanot | Dimension D. | 44    |
| 2    | Tsgabu Grmay         | Lampre       | 39    |
| 3    | Thibaut Pinot        | FDJ          | 37    |
| 4    | Steve Cummings       | Dimension D. | 22    |
| 5    | Romain Bardet        | AG2R         | 22    |

### Classifica giovani - Maglia bianca
| Pos. | Corridore          | Squadra  | Tempo     |
| ---- | ------------------ | -------- | --------- |
| 1    | Julian Alaphilippe | Etixx    | 30h00'22" |
| 2    | Adam Yates         | Orica    | a 6"      |
| 3    | Louis Meintjes     | Lampre   | a 39"     |
| 4    | Emanuel Buchmann   | Bora     | a 7'22"   |
| 5    | Dayer Quintana     | Movistar | a 19'37"  |

### Classifica a squadre - Numero giallo
| Pos. | Squadra          | Tempo     |
| ---- | ---------------- | --------- |
| 1    | Team Sky         | 90h04'20" |
| 2    | BMC Racing Team  | a 13'47"  |
| 3    | AG2R La Mondiale | a 14'06"  |
| 4    | Etixx-Quick Step | a 15'36"  |
| 5    | Tinkoff          | a 20'38"  |